# PixelJunk Racer
PixelJunk Racer és un videojoc descarregable des de la PlayStation Store.

## Jugabilitat
PixelJunk Racer és un videojoc de curses similar a Championship Sprint, però amb uns gràfics d'alta definició i moderns. El videojoc consisteix en el combat amb cotxe contra dotzenes de contrincants no jugables.